# Cliffortia phyllanthoides
Cliffortia phyllanthoides är en rosväxtart som beskrevs av Rudolf Schlechter. Cliffortia phyllanthoides ingår i släktet Cliffortia och familjen rosväxter. Inga underarter finns listade i Catalogue of Life.